# Peter Ivarsson
Peter Ivarsson, artistnamn Peter Ivarss, född 20 maj 1960 i Össjö församling, död 3 september 1983 i Stockholm, var en svensk musiker.
Ivarsson spelade elbas i bland andra musikgrupperna New Bondage, TT Reuter, Underjordiska Lyxorkestern, Cortex och Reeperbahn. På Underjordiska Lyxorkesterns LP Prärieromanser skrev Ivarsson låten "Jag älskar dig". Som medlem i den fiktiva musikgruppen Nürnberg 47 ses Ivarsson i filmen G – som i gemenskap med rollnamnet Max 1983.
Ivarsson dog i september 1983 genom en olyckshändelse på Södermalm och är begravd på Brågarps kyrkogård i Staffanstorp.
Han är i dag möjligtvis mest känd för sin medverkan på gruppen Reeperbahns tredje studioalbum, Peep-Show (1983). Enligt Reeperbahns sångare Olle Ljungström var det till stor del tack vare Ivarsson att skivan Peep-Show "blev så bra som den blev." "Han hade en väldigt personlig spelstil som förändrade strukturen på våra låtar", mindes Ljungström.
Ljungström, som åren efter Reeperbahn utmärkte sig som soloartist, tillägnade sitt sjunde album, Sju (2009), åt Ivarsson.

## Diskografi

### New Bondage
- 1977 – "Shocked & Defeated" (singel)[7]
- 1978 – "Backseat" (singel)

### Robert Widén
- 1978 – "No Religion No Reply" (singel)

### Martti LeThargie
- 1979 – "Head Expansion" (singel)

### Hemliga Bosse
- 1979 – "Aldrig mera ensam" (singel)

### TT Reuter
- 1979 – "Den udda gudens puls" (LP)
- 1979 – "Hör inte till" (singel)
- 1979 – "Den udda gudens puls" (singel)
- 1980 – "Strandsatt" (singel)
- 1981 – "III Live"(LP)
- 1981 – "Sång, dans, sex"(LP)
- 1981 – "Guldpojken" (singel)

### Underjordiska Lyxorkestern
- 1982 – "Prärieromanser" (LP)

### Reeperbahn
- 1982 - "Marrakech" (singel)
- 1983 – "Peep-Show" (LP)
- 1983 - "Det vackra livet" (singel)

### Cortex
- 2015 – "Spinal Injuries/The Mannequins of Death" (dubbel-LP)